# جی‌دابلیوام
جی‌دابلیوام (مدیر پنجرهٔ جو) یک مدیر پنجره بسیار سبک با قابلیت شخصی‌سازی بالا برای سامانه پنجره اکس است که توسط «جو وینگبرموهله» نوشته شده‌است.
JWM به زبان برنامه‌نویسی C نوشته شده‌است و از Xlib به‌طور حداقلی استفاده می‌کند. پیکربندی JWM از طریق ویرایش یک فایل XML میسر است.
پشتیبانی برای موارد زیر می‌تواند به عنوان گزینه‌های زمان-کامپایل افزوده شود:
- آیکون‌های پی‌ان‌جی یا اکس‌پی‌ام
- اکس‌اف‌تی
- سینراما (Xinerama)
- فری‌بیدی (FriBidi)
- توسعه شکل (Shape Extension)

JWM یک رابط مشابه ویندوز ۹۵ با ظاهری مدرن ارائه می‌دهد و می‌تواند برخی چیزهای گنوم و مدیر پنجرهٔ موتیف را پشتیبانی کند.
JWM مدیر پنجرهٔ پیش‌فرض در دمن اسمال لینوکس (Damn Small Linux) و نسخه‌های x.4 پاپی لینوکس است.